# Carros
Carros (Carrosio in italiano desueto) è un comune francese di 13 729 abitanti (al 1º gennaio 2022), situato nel dipartimento delle Alpi Marittime della regione della Provenza-Alpi-Costa Azzurra.

## Storia
Dopo la conquista romana, portata a compimento nel 14 a.C., l'imperatore romano Augusto organizza le Alpi in province, e il territorio di Carros dipende dalla provincia delle Alpi Marittime.
Nel corso del medioevo Carros fece parte della Borgogna Cisgiurana e poi del Regno d'Arles. Attorno al X secolo divenne parte della contea di Provenza, per poi passare ai re di Francia.
Dal 1388 Carros divenne un'importante città di frontiera fra la Francia e l'Italia, quando la contea di Nizza con la dedizione di Nizza alla Savoia, seguì le vicende storiche della Contea di Savoia, del Ducato di Savoia e del Regno di Sardegna sino al 1860, quando Nizza venne ceduta alla Francia.

### Simboli
Lo stemma è presente nell'Armorial Général de France del 1696. Sono rappresentate le due torri cilindriche del castello e la terza torre che si trova vicino al castello, accanto alla chiesa. Il motto è costituito da quattro versi in provenzale: Lou perfum dou pais / Melicous que noun sai / Embaumo noste cor / E s'oublido jamai ("Il profumo della campagna / Mieloso che non sai / Imbalsama il nostro cuore / E non si dimentica mai").

## Società

### Evoluzione demografica
Abitanti censiti